# Chet Tollstam
Karol Chester Tollstam, detto Chet (Chicago, 23 settembre 1918 – Chicago, 27 dicembre 2003), è stato un cestista statunitense, professionista nella NBL.

## Carriera
Giocò per una stagione nella NBL, disputando 11 partite con 2,9 punti di media.